# Боско-Арвара (Козенца)
Боско-Арвара је насеље у Италији у округу Козенца, региону Калабрија.
Према процени из 2011. у насељу је живело 217 становника. Насеље се налази на надморској висини од 180 м.